# Microsoft Office 3.0
Microsoft Office 3.0 (Microsoft Office 92) è una versione della suite Microsoft Office progettata a 16 bit.
Uscita il 30 agosto 1992 era distribuita su floppy disk e su CD-ROM (successivamente quest'ultima versione venne chiamata anche Microsoft Office 92).
Office 3.0 comprendeva le seguenti applicazioni:
| Applicazione | Versione |
| ------------ | -------- |
| Word         | 2.0c     |
| Excel        | 4.0a     |
| PowerPoint   | 3.0      |
| Mail         | ?        |

La versione successiva fu Office 4.0.